# شایان مصلح
شایان (علی) مصلح تکلیمی (زادهٔ ۴ تیر ۱۳۷۲ در رودبار) بازیکن فوتبال و شاعر اهل ایران است.
مصلح در پست مدافع چپ و مدافع میانی بازی می‌کند. او درحال حاضر در تیم باشگاه فوتبال ذوب آهن اصفهان  در لیگ برتر بازی می‌کند و سابقه بازی در تیم‌های پرسپولیس تهران و سپاهان اصفهان و سپیدرود رشت و داماش گیلان را در کارنامه دارد و فوتبال خود را از جوانان استقلال تهران آغاز کرده‌است. مصلح به همراه تیم سپیدرود رشت در سال ۱۳۹۵ از لیگ دو به لیگ آزادگان و در سال ۱۳۹۶ از لیگ آزادگان به لیگ برتر صعود کرد. و بعد از آن در لیگ برتر بازی می‌کند و بهترین افتخار او نایب قهرمانی با پرسپولیس در لیگ قهرمانان آسیا در سال ۲۰۱۸ است.

## آغاز دوران حرفه‌ای ورزشی
وی ورزش حرفه‌ای خود را با فوتسال آغاز کرد و از کودکی در تیم‌های شهر رودبار بازی کرد و توانست با تیم رودبار به مقام سومی کشور برسد. او سپس به سمت فوتبال رفت و در ۱۷ سالگی با تیم استقلال قرارداد ۳ ساله بست.و در تیم‌های جوانان و امید و تیم ب بزرگسالان استقلال بازی کرد.

## دوران باشگاهی

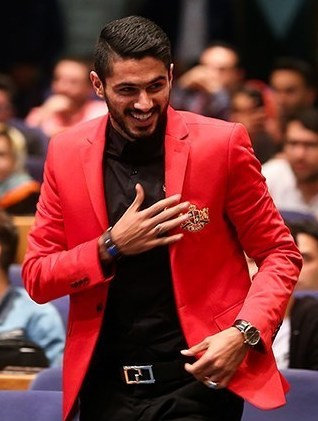
شایان مصلح در سال ۲۰۱۸

### داماش گیلان
مصلح با نظر علی نظرمحمدی سرمربی وقت داماش به تیم بزرگسالان داماش گیلان پیوست؛ او ۷ بازی رسمی برای این باشگاه ورزشی انجام داده‌است.

### سپیدرود رشت
نظرمحمدی وی را به تیم بزرگسال سپیدرود رشت برد و توانست همراه با این تیم از لیگ دو به لیگ یک و سپس به لیگ برتر صعود کند. درخشش وی در سپیدرود رشت موجب شد در نیم فصل ۹۶–۱۳۹۵ مورد توجه باشگاه‌های مطرح از جمله پرسپولیس قرار بگیرد. اما او تا پایان فصل در سپیدرود رشت ماند. شایان مصلح ۵۰ بازی رسمی برای باشگاه فوتبال سپیدرود به میدان رفته و یک گل هم زده‌است.

### پرسپولیس
شایان مصلح پس از مذاکرات جدی با استقلال و پرسپولیس در نهایت با قراردادی دو ساله به باشگاه فوتبال پرسپولیس پیوست. او در پرسپولیس، شماره ۶۹ را به یاد قربانیان زمین‌لرزه ۱۳۶۹ رودبار و منجیل انتخاب کرد. او در نخستین بازی رسمی برای پرسپولیس به مقام قهرمانی سوپر جام فوتبال ایران رسید. او نخستین گلش برای پرسپولیس را در بازی حساس با پارس جنوبی جم در دقیقه ۹۵ مسابقه در هفته سیزدهم مسابقات لیگ برتر خلیج فارس زد و پرسپولیس آن بازی را ۱–۰ پیروز شد.

## افتخارات

### باشگاهی
- سپیدرود رشت
  - قهرمانی در لیگ دو کشور ۹۵_۱۳۹۴ (صعود به لیگ آزادگان)
  - نایب قهرمانی در لیگ آزادگان ۹۶–۱۳۹۵ (صعود به لیگ برتر)
- پرسپولیس
  - قهرمانی در سوپر جام فوتبال ایران ۱۳۹۶
  - قهرمانی در لیگ برتر فوتبال ایران ۹۷–۱۳۹۶
  - قهرمانی در سوپر جام فوتبال ایران ۱۳۹۷
  - نایب قهرمان لیگ قهرمانان آسیا ۲۰۱۸
  - قهرمانی در لیگ برتر فوتبال ایران ۹۸–۱۳۹۷
  - قهرمانی در جام حذفی فوتبال ایران ۹۸–۱۳۹۷
  - قهرمانی در سوپر جام فوتبال ایران ۱۳۹۸
- سپاهان

نایب قهرمانی لیگ برتر فوتبال ایران ۱۴۰۰_۱۳۹۹

## مجموعه شعر
پرواز 69 مجموعه شعر شایان مصلح است که توسط انتشارت فصل پنجم به چاپ رسید.